# Jeux de la Micronésie de 1969
Navigation
Saipan 1990
Les 1ers Jeux de la Micronésie, organisés par le Comité national olympique des Îles Mariannes du Nord ont eu lieu du 4 au 12 juillet 1969, sur l'île de Saipan aux Îles Mariannes du Nord.

## Création des Jeux et délégations participantes
La création des Jeux de la Micronésie intervient au cours d'une décennie marquée par de profonds changements dans la société micronésienne. Ces Jeux ont été conçus comme une aide au développement des nations insulaires de Micronésie et un mécanisme d'unification de celles-ci. Le livret du programme des Jeux de 1969 indique ainsi que « le désir d'exceller ne peut être réalisé que par l'opportunité d'exceller ». Les premiers Jeux sont organisés du 4 au 12 juillet 1969 à Saipan dans les Îles Mariannes du Nord sous la présidence de Felix Rabauliman, assisté par Elias Okamura et Al Snyder. Les Îles Mariannes du Nord ainsi que les autres participants, les Palaos, les Îles Marshall, Yap, Chuuk (alors appelé Truk) et Pohnpei (alors nommé Ponape), sont des territoires sous tutelle des îles du Pacifique,. Kosrae qui participera indépendamment par la suite est à cette époque inclut dans le district de Pohnpei.

## Compétition

### Sports au programme
Neuf sports sont au programme de ces jeux : l’athlétisme, le baseball, le basketball, le Micronesian all around, la natation, le tennis, le tennis de table, le volley-ball, la course de Va'a. La navigation à voile ayant manqué de participants, elle ne s'est donc pas tenue. Les femmes ne concourent qu'en athlétisme, en natation et en volley-ball. Lors de ces Jeux, une épreuve multisport a été créée pour mettre en valeur des compétences considérées comme essentielles à la survie dans le Pacifique Sud : la montée de cocotier, le décorticage de noix de coco, le jet de lance sur noix de coco, la pêche sous-marine, la natation et la plongée,.

### Tableau des médailles
Palaos est le territoire qui remporte le plus de médailles avec 59 médailles. Il est également premier au tableau des médailles avec 26 titres.
| Rang  | Nation                    | Or | Argent | Bronze | Total |
| ----- | ------------------------- | -- | ------ | ------ | ----- |
| 1     | Palaos                    | 26 | 21     | 12     | 59    |
| 2     | Pohnpei (incluant Kosrae) | 17 | 16     | 10     | 43    |
| 3     | Îles Marshall             | 4  | 1      | 3      | 8     |
| 4     | Chuuk                     | 2  | 6      | 12     | 20    |
| 5     | Îles Mariannes du Nord    | 2  | 4      | 6      | 12    |
| 6     | Yap                       | 0  | 1      | 8      | 9     |
| Total | Total                     | 51 | 49     | 51     | 151   |

### Athlétisme
Les femmes concourent dans six épreuves, les hommes dans dix-huit.
- Femmes

| Épreuves         | Or                                   | Argent                                  | Bronze                             |
| 100 m            | Clara Joshua (Palaos) 13 s 5         | Atalia Chukon (Chuuk) 13 s 8            | Ines Iasuo (Chuuk) 13 s 9          |
| 200 m            | Notune Albert (Pohnpei) 28 s 7       | Clara Joshua (Palaos) 30 s 1            | Ines Iasuo (Chuuk) 30 s 3          |
| 400 m            | Notune Albert (Pohnpei) 1 min 11 s 7 | Menros Amru (Chuuk) 1 min 12 s 2        | Royal Olter (Pohnpei) 1 min 15 s 9 |
| 4 × 100 m        | Chuuk 56 s 8                         | Pohnpei 57 s 4                          | Palaos 57 s 6                      |
| Saut en hauteur  | Julia Franz (Palaos) 1,27 m          | Margarita Ngirakamerang (Palaos) 1,24 m | Kautiang Mikel (Palaos) 1,24 m     |
| Saut en longueur | Julia Franz (Palaos) 4,39 m          | Clara Joshua (Palaos) 4,31 m            | Maraka Kamien (Chuuk) 3,86 m       |

- Hommes

| Épreuves          | Or                                     | Argent                                    | Bronze                                 |
| 100 m             | Eliezer Sebalt (Palaos) 11 s 1         | Tadasi Sakuma (Palaos) 11 s 2             | Cabriel Walter (Palaos) 11 s 3         |
| 200 m             | Eliezer Sebalt (Palaos) 23 s 5         | Cabriel Walter (Palaos) 24 s 1            | Avin Chero (Chuuk) 24 s 4              |
| 400 m             | Eliezer Sebalt (Palaos) 53 s 8         | Cleofas Iyar (Palaos) 55 s 0              | Karno Kumo (Chuuk) 57 s 1              |
| 800 m             | Cleofas Iyar (Palaos) 2 min 11 s 3     | Karno Kumo (Chuuk) ???                    | Antonio Spencer (Pohnpei) ???          |
| 1 500 m           | Ishiro Hairens (Pohnpei) 4 min 40 s 9  | Alyko Peiso (Pohnpei) 4 min 44 s 3        | William Osima (Palaos) 4 min 44 s 5    |
| 3 000 m           | Ishiro Hairens (Pohnpei) 10 min 33 s 3 | Elia Kual (Palaos) 10 min 51 s 0          | Isidro Hairens (Pohnpei) 10 min 54 s 0 |
| 5 000 m           | Ishiro Hairens (Pohnpei) 18 min 18 s 8 | Silas Ngirabiang (Palaos) 18 min 52 s 4   | Elia Kual (Palaos) 18 min 56 s 5       |
| 10 000 m          | Ishiro Hairens (Pohnpei) 39 min 38 s 8 | Alyko Peiso (Pohnpei) 39 min 44 s 1       | Elia Kual (Palaos) 40 min 14 s 3       |
| 110 m haies       | Dave Emil (Palaos) 17 s 3              | Tony Towai (Palaos) 17 s 6                | Mike Zakios (Îles Marshall) 18 s 4     |
| 4 × 100 m         | Palaos 45 s 7                          | Pohnpei 47 s 0                            | Chuuk 47 s 8                           |
| 4 × 400 m         | Palaos 3 min 39 s 7                    | Pohnpei 3 min 55 s 0                      | Chuuk 3 min 59 s 5                     |
| Lancer du poids   | Carwin Edwin (Pohnpei) 11,78 m         | Jess Pua (Îles Mariannes du Nord) 10,72 m | Oketang Ngirailab (Palaos) 10,46 m     |
| Lancer du disque  | Samuel Butelbai (Palaos) 32,04 m       | Oketang Ngirailab (Palaos) 30,38 m        | Carwin Edwin (Pohnpei) 30,18 m         |
| Lancer du javelot | Singeru Techur (Palaos) 51,14 m        | Teofilus Joshua (Palaos) 50,90 m          | Samuel Butelbai (Palaos) 49,80 m       |
| Saut en hauteur   | Henry Edwin (Pohnpei) 1,72 m           | Tony Towai (Palaos) 1,72 m                | Yamada (Yap) 1,67 m                    |
| Saut à la perche  | Filomena Ngirabedul (Palaos) 3,20 m    | Tony Towai (Palaos) 3,05 m                | Nachimu Sourk (Chuuk) 2,89 m           |
| Saut en longueur  | Mike Zakios (Îles Marshall) 6,04 m     | William Ngiraikelau (Palaos) 6,03 m       | Solomen Ruben (Chuuk) 5,89 m           |
| Triple-saut       | William Ngiraikelau (Palaos) 13,33 m   | Paulus Kumangai (Palaos) 12,75 m          | Simeon Wilson (Pohnpei) 12,42 m        |

### Micronesian all around
Le micronesian all around est une discipline sportive inventée par le mariannais Kurt Barnes, le marshallais Jack Helkena et le volontaire américain du Corps de la Paix et joueur professionnel de football américain Al Snyder pour la première édition des Jeux de la Micronésie de 1969,,, pour mettre en valeur des compétences considérées comme essentielles à la survie dans le Pacifique Sud — la montée de cocotier, le pelage de noix de coco, le jet de lance sur noix de coco, la pêche sous-marine, la natation et la plongée, — pour « représenter les liens traditionnels, historiques et culturels qui lient toutes les îles du Pacifique occidental ».
La compétition ne concerne pour cette édition que les hommes, les deux premières places revenant à des paluans et la troisième à un yapais. Les épreuves définies pour les Jeux de la Micronésie de 1969 sont au nombre de cinq : la montée de cinq cocotiers consécutifs, le pelage de dix noix de coco, le lancer de lance sur objet flottant, la natation sur 400 m, la plongée à la recherche d'objets à une profondeur de 25 pieds (≈ 7,6 m).
| Or                      | Argent                               | Bronze            |
| Katsushi Skang (Palaos) | Paulus Kumingai ou Kumangai (Palaos) | Peter Tuwun (Yap) |